# Kolbotn
Kolbotn (tradizionalmente pronunciato Kølabånn, køːɽɑbɔn) è un villaggio della Norvegia, situato nella municipalità di Nordre Follo, nella contea di Akershus. In passato era il centro amministrativo del comune di Oppegård, soppresso nel 2020. Si trova sul lato nord dell'Oslofjord, a circa tredici chilometri a sud del centro di Oslo. Kolbotn ha una stazione ferroviaria a Østfoldbanen a 15 minuti di treno dal centro di Oslo, e anche collegamento con autobus per il centro di Oslo (via Mosseveien) e per l'aeroporto di Oslo (autobus per l'aeroporto).
Il nome deriva dalla lingua norrena Kolabotn, composto da una forma genitiva di carbone e fondo, che significa "luogo in cui il carbone veniva bruciato". Lo sviluppo dialettale locale lo ha trasformato in Kølabånn. Questo è stato precedentemente usato per iscritto, ma il nome di solito è stato normalizzato in Kullebunden (uguale al danese) e successivamente in Kolbotn (in nynorsk, ufficiale dal 1923). 
Kolbotn ha circa 6.000 abitanti (1º luglio 2010).
Nel centro di Kolbotn si trova il centro culturale e di attività di Kolben, così come la piazza Kolbotn, che fa parte del "nuovo centro Kolbotn". Inoltre, ci sono l'ex municipio di Oppegård, diversi edifici commerciali, stazioni di servizio, scuole e molti edifici residenziali. La chiesa Kolbotn risale al 1932. La chiesa pentecostale Kolbotn fu fondata nel 1933 ed è una chiesa libera collegata al movimento pentecostale norvegese.
A Kolbotn hanno sede la filiali norvegesi della Kodak, della Volvo e dell'IBM.

## Musica
Il chitarrista jazz Eivind Aarset nacque a Kolbotn nel 1961. La band black metal Darkthrone si formò a Kolbotn nel 1986. Kolbotn ha una scena musicale attiva, la maggior parte dei sottogeneri estremi heavy metal. Oltre a Darkthrone, altre band formate a Kolbotn sono Turbonegro, Obliteration, Nekromantheon, Beyond Dawn, Infernö e Lamented Souls.
Kolbotn ha la sua compagnia teatrale, chiamata Oppegård Amateur Theatre Company, che rappresenta ogni anno un'opera teatrale. Fino all'8 novembre 2012 aveva rappresentato circa 36 opere di diversi temi.
Kolbotn è anche sede di uno dei 10 corpi d'élite della nazione. Kolbotn Konsertorkester era la numero sette dell'edizione 2011 della Norwegian Cup, tenuta ogni anno a Olavshallen a Trondheim.
Inoltre nel febbraio-marzo 1987 venne registrato al Creative Studios di Kolbotn il disco di esordio del gruppo black metal dei Mayhem, l'EP Deathcrush.